# Campionat del Món de motocròs quatre temps
El Campionat del Món de motocròs quatre temps (oficialment: MTA World Four-Stroke Motocross Championship) fou la màxima competició internacional de motocròs per a motocicletes amb motor de quatre temps. Esponsoritzat per l'empresa nord-americana MTA (Motorcycle Tires & Accessories), el campionat se celebrà de 1976 a 2010 i el seu guanyador es decidia a una sola prova, disputada sempre als Estats Units (concretament, al circuit de Glen Helen, situat a San Bernardino, Califòrnia).
Malgrat que el campionat no estava reconegut per cap federació o estament esportiu internacional, sinó que el convocava una empresa privada, tenia repercussió pel fet de ser l'únic títol reservat als quatre temps en una època en què aquesta mena de motors era molt minoritària en la modalitat del motocròs. A començaments del segle XXI, quan els quatre temps es van acabar imposant, MTA va desconvocar el seu campionat en haver perdut el sentit original. La darrera edició es va celebrar el 2010, el mateix any en què es convocà la primera del seu substitut, el campionat del món de dos temps.

## Historial
Font:
| Any  | Campió            |
| ---- | ----------------- |
| 1976 | Gunnar Lindstrom  |
| 1977 | Mike Bell         |
| 1978 | Rod Kentner       |
| 1979 | Goat Breker       |
| 1980 | Pierre Karsmakers |
| 1981 | Rex Staten        |
| 1982 | Eric McKenna      |
| 1983 | Ricky Johnson     |
| 1984 | Ron Lechien       |
| 1985 | Brian Myerscough  |
| 1986 | Sense cursa       |
| 1987 | Sense cursa       |
| 1988 | Goat Breker       |
| 1989 | Greg Zitterkopf   |
| 1990 | Greg Zitterkopf   |
| 1991 | Ty Davis          |
| 1992 | Mike Young        |
| 1993 | Gordon Ward       |
| 1994 | Shaun Kalos       |
| 1995 | Donny Schmit      |
| 1996 | Lance Smail       |
| 1997 | Shaun Kalos       |
| 1998 | Doug Dubach       |
| 1999 | Doug Dubach       |
| 2000 | Doug Dubach       |
| 2001 | Ryan Hughes       |
| 2002 | Doug Dubach       |
| 2002 | Ryan Hughes       |
| 2003 | Ryan Hughes       |
| 2004 | Ryan Hughes       |
| 2005 | Ryan Hughes       |
| 2006 | Josh Grant        |
| 2007 | Jimmy Albertson   |
| 2008 | Bobby Garrison    |
| 2009 | Weston Peick      |
| 2010 | Weston Peick      |

## Estadístiques

### Campions amb més de 3 títols
| Pilot       | Títols |
| ----------- | ------ |
| Ryan Hughes | 5      |
| Doug Dubach | 4      |